# 马丁·斯文宁森
马丁·斯文宁森（瑞典語：Martin Svenningsen，1963年3月23日—）是瑞典记者，自1985年起受雇于瑞典电台，担任节目经理和记者，见证并报道了2017年斯德哥尔摩恐怖袭击。
2019年香港抗议示威期间，有中国内地媒体称一位持有斯文宁森证件的人中文名为包伟忠，是美国中央情报局指挥官，遭到香港警察逮捕。